# باري أوبراين
باري أوبراين (بالإنجليزية: Barry O'Brien)‏ هو منتج تلفزيوني وكاتب سيناريو أمريكي، ولد في 1959 في سان فرانسيسكو في الولايات المتحدة.

## وصلات خارجية
- باري أوبراين على موقع IMDb (الإنجليزية)
- باري أوبراين على موقع ألو سيني (الفرنسية)
- باري أوبراين على موقع أول موفي (الإنجليزية)
- باري أوبراين على موقع قاعدة بيانات الأفلام السويدية (السويدية)
- باري أوبراين على موقع كينوبويسك (الروسية)